# Eupithecia analoga
Eupithecia analoga là một loài bướm đêm thuộc họ Geometridae. Loài này có thể có ở Tây Âu to Ural và Xibia.
Sải cánh dài 17–21 mm. Có một lứa một năm con trưởng thành bay từ đầu tháng 5 đến giữa tháng 7.
Ấu trùng ăn các loài Picea. Ấu trùng có thể tìm thấy từ tháng 6 đến tháng 8. Loài này qua đông dưới dạng nhộng.